# Fullfull Pocket
Fullfull Pocket（フルフルポケット）は、日本の女性アイドルグループ。2015年8月に結成され、2020年5月に活動を終了した。
コンセプトは「夢と元気をいっぱいポケットに入れて持ち帰ってもらえるような、そしてポケットからいつも応援パワーを届けられるようなグループ」である。

## 概要
グループ名のFullfullは「Full of vitality! Full of dream!」から。また「音楽で応援する」意味を込めて、フルフルをフ♩レ フ♩レと表記することもあった。
2015年8月、同年6月に解散したからっと☆のメンバーとして活動していた、みいあ（田附）、ありす（中原）、まき（花谷）、しおり（石井）の4名でFullfull☆Pocketを結成、『@JAM EXPO 2015』でお披露目された。
からっと☆で成し遂げられなかった目標を叶えたい、もう一度ファンの皆さんと一緒にライブをしたい、という強い想いを確認し合い再始動することとなった。「応援ガールズユニットとして音楽とライブで元気を届ける」というからっと☆のコンセプトはそのまま引き継がれた。また、ライブのセットリストもからっと☆時代の楽曲も含めたものとした。
サウンドプロデュースはからっと☆から引き続き多田慎也が務めた。多田は、デビュー曲「フ♩レフ♩レ ミライ！！！」の作詞・作曲をはじめ、2016年4月23日のワンマンライブではバンドの生演奏に参加、2ndシングルも担当した。
2018年1月に田附、中原の2名が卒業。4月1日に開催された『LIVE in pocket〜新章始動!!〜』では、角田、桜木、広瀬の3名を加えた5名体制で活動を開始。また、Fullfull☆PocketからFullfull Pocketに改名した。
2019年5月5日に角田が卒業し、4人体制となる。
2019年末、石井の病気に伴う休業申し出、宇敷のケガの回復具合、桜木が進路について考え始めている事に伴い、2020年4月での活動終了を発表。
2020年4月4日に予定されていたラスト公演が新型コロナウイルスの影響で5月22日に延期。5月22日、無観客配信での『4/4』公演でメンバー全員が卒業しグループでの活動を終えた。

## メンバー
活動終了時のメンバー
| 名前                     | 愛称       | 生年月日               | カラー         | 備考                                                                                |
| ------------------------ | ---------- | ---------------------- | -------------- | ----------------------------------------------------------------------------------- |
| 石井栞 いしい しおり     | しぃ       | 2002年12月13日（22歳） | パープル       | スペースクラフト所属 元・からっと☆ 夢∞NITY、milk&honeyを経てセツナソウに加入        |
| 宇敷陽南 うしき ひな     | ひな       | 2003年5月3日（22歳）   | ライトブルー   | スペースクラフト所属、2017年4月加入 関西テレビ「お義父さんと呼ばせて」などに出演    |
| 広瀬みのり ひろせ みのり | みのりん   | 1998年9月8日（26歳）   | ピンク         | 2018年4月加入 元・強がりセンセーション 解散後、2022年6月よりCYNHNの新メンバーとなる |
| 桜木ゆふ さくらぎ ゆふ   | ゆふてぃん | 1999年4月13日（26歳）  | ライトグリーン | 2018年4月加入                                                                       |

### 旧メンバー
花谷麻妃（はなたに まき）- スペースクラフト所属、元・からっと☆。
2002年3月16日（23歳） 、愛称：まき 、カラー：グリーン。
TVアニメ『くまみこ』のオープニングテーマ「だって、ギュってして。」で2016年4月ソロデビュー。
2017年3月18日 声優活動に専念するため卒業。
田附未衣愛（たつき みいあ）- スペースクラフト所属、元・からっと☆。
1999年12月4日（25歳） 、愛称：みいあ 、カラー：ピンク。
0歳から赤ちゃんモデルとして活動。NHK連続テレビ小説『あまちゃん』の天野春子（幼少期）をはじめ、『七人の敵がいる！』、『明日もきっと、おいしいご飯～銀のスプーン～』などに出演。
2018年1月7日卒業。
その後、Newbie Ivyを経て、終末のアンセムに加入。
中原ありす（なかはら ありす）- ジュネス所属、元・からっと☆。
1998年5月27日（27歳）  、愛称：ありす 、カラー：イエロー。
テレビ、舞台、雑誌、CMなどを中心に活動。
舞台「アリスインデッドリースクール ビヨンド」、「シズ☆ゲキ 進め！春川女子高校2～ハルジョの七不思議～」などに出演。
2018年1月7日卒業。
角田珠沙（つのだ すず）- スペースクラフト所属
2004年8月27日（20歳）  、愛称：すず 、カラー：レッド。
スペースクラフト所属。テレビ東京 「ピラメキーノ640」に出演。2018年3月17日お披露目、同年4月1日より活動開始。
2019年5月5日卒業。

## 作品

### 楽曲一覧
※1～11はからっと☆時代に発表された楽曲。
| #  | 曲名                           | 作詞                      | 作曲     | 編曲             | リリース日     |
| -- | ------------------------------ | ------------------------- | -------- | ---------------- | -------------- |
| 1  | みんなのからあげ               | 多田慎也                  | 多田慎也 | 生田真心         | 2012年4月25日  |
| 2  | からっと☆晴れたね！            | 山本芽衣子                | meヰjix  | meヰjix          | 2012年7月18日  |
| 3  | ベリーベリー！アイスクリーム！ | 山本芽衣子                | meヰjix  | meヰjix          | 2013年4月18日  |
| 4  | 光                             | 多田慎也                  | 多田慎也 | MEG.ME           | 2013年8月21日  |
| 5  | から☆コロ☆しゅっぽん           | 藤木トモノブ              | meヰjix  | meヰjix          | 2013年8月21日  |
| 6  | ドットアオゾラ                 | 多田慎也・藤木トモノブ    | 多田慎也 | 中村友           | 2014年4月23日  |
| 7  | 虹色シャッフル                 | 多田慎也                  | 多田慎也 | 多田慎也         | 2014年4月23日  |
| 8  | 今を生きる                     | 多田慎也                  | 多田慎也 | 島田尚           | 2015年1月21日  |
| 9  | ときめきマフラー               | 多田慎也                  | 多田慎也 | 中村友           | 2015年1月21日  |
| 10 | I my me mine                   | 多田慎也                  | 多田慎也 | 島田尚           | 2015年6月7日   |
| 11 | darlin'                        | 多田慎也                  | 多田慎也 | MEG.ME           | 2015年6月7日   |
| 12 | フ♩レフ♩レ ミライ！！！        | 多田慎也                  | 多田慎也 | 島田尚・多田慎也 | 2016年3月9日   |
| 13 | 流星Flashback                  | 多田慎也                  | 多田慎也 | 島田尚・多田慎也 | 2016年3月9日   |
| 14 | わがままフェアリー             | 藤木トモノブ              | 多田慎也 | 中村友・多田慎也 | 2016年3月9日   |
| 15 | おひさまスプラッシュ！         | 多田慎也                  | 多田慎也 | 板垣祐介         | 2016年11月16日 |
| 16 | きみがだいすき♡                | Fullfull☆Pocket＆多田慎也 | 多田慎也 | 板垣祐介         | 2016年11月16日 |
| 17 | キミトシル                     | 多田慎也                  | 多田慎也 | 島田尚           | 2017年8月16日  |
| 18 | カンフー乙女                   | 多田慎也                  | 多田慎也 | 島田尚           | 2017年8月16日  |
| 19 | フタリアオゾラ                 | 多田慎也                  | 多田慎也 | 田中どぼん俊光   | 2017年8月16日  |
| 20 | 東京少女                       | 多田慎也・PA-NON          | 多田慎也 | 多田慎也         | 2017年12月5日  |
| 21 | 光～Fullfull☆Pocket ver.～     | 多田慎也                  | 多田慎也 | MEG.ME           | 2017年12月5日  |
| 22 | ロミジュリ                     | 多田慎也                  | 多田慎也 | 島田尚           | 2018年9月17日  |
| 23 | 真昼の花火                     | 多田慎也                  | 多田慎也 | 島田尚           | 2018年9月17日  |
| 24 | プロットガール                 | 多田慎也                  | 多田慎也 | 中村友           | 2018年9月17日  |
| 25 | flower flower                  | 多田慎也                  | 多田慎也 | 島田尚           | 2018年9月17日  |
| 26 | moment                         | 多田慎也                  | 多田慎也 | 島田尚           | 2018年9月17日  |
| 27 | Pop Classic                    | 多田慎也                  | 多田慎也 | 多田慎也         | 2018年9月17日  |
| 28 | 自分革命                       | 多田慎也                  | 多田慎也 | 島田尚           | 2019年8月13日  |
| 29 | キラメキサマー                 | 多田慎也                  | 多田慎也 | 島田尚           | 2019年8月13日  |
| 30 | 音nanoco                       | 多田慎也                  | 多田慎也 | 中村友           | 2019年8月13日  |
| 31 | SINGER-SONGダイバー            | 多田慎也                  | 多田慎也 | 島田尚           | 2020年3月18日  |
| 32 | シンデレラPOP!!!               | 多田慎也                  | 多田慎也 | 中村友           | 2020年3月18日  |
| 33 | 桃色セツナ                     | 多田慎也                  | 多田慎也 | 中村友           | 2020年3月18日  |

順位はオリコン週間ランキング最高位。

### シングル
| # | 発売日         | タイトル                                                  | 順位 |
| - | -------------- | --------------------------------------------------------- | ---- |
| 1 | 2016年3月9日   | フ♩レフ♩レミライ！！！/ 流星Flashback/ わがままフェアリー | 18位 |
| 2 | 2016年11月16日 | おひさまスプラッシュ！                                    | 67位 |
| 3 | 2017年8月16日  | キミトシル/ カンフー乙女                                  | 24位 |
| 4 | 2019年8月13日  | 自分革命/ キラメキサマー                                  | 20位 |
| 5 | 2020年3月18日  | SINGER-SONGダイバー/ シンデレラPOP!!!/ 桃色セツナ         | 25位 |

### アルバム
| # | 発売日        | タイトル | 順位 |
| - | ------------- | -------- | ---- |
| 1 | 2017年12月5日 | KaraFull | 99位 |

### ミニ・アルバム
| # | 発売日        | タイトル    | 順位  |
| - | ------------- | ----------- | ----- |
| 1 | 2018年9月17日 | Pop Classic | 105位 |

### 映像作品
| # | 発売日         | タイトル                                        |
| - | -------------- | ----------------------------------------------- |
| 1 | 2018年12月23日 | Fullfull Pocket ワンマンライブ "SOUL in pocket" |
| 2 | 2020年3月26日  | Fullfull Pocket One-Man Live「WHAT IS POP？」   |

## 出演

### ラジオ
- Music Spice!（FM FUJI、2019年4月4日 - 2020年3月26日）

## 来歴
2015年
- 8月29日 - 『@JAM EXPO 2015』でステージデビュー[23]。
- 9月19日 - 表参道GROUNDで『Little Step!!vol.1』を開催。以降、月1回の定期公演を継続して開催した[24]。
- 12月11日 - 結成後初の地方イベント『HighLisk2015in和歌山』に出演[25]。

2016年
- 3月9日 - 1stシングル「フ♩レフ♩レミライ！！！/流星Flashback/わがままフェアリー」を発売[26]。
- 4月23日 - 1stワンマンライブ『FULLFULL POWER!! SPRING 2016』を原宿アストロホールで開催[27]。
- 7月16日 - 2ndワンマンライブ『FULLFULL POWER!! 2016 in NAGOYA』を名古屋・栄MUJICAで開催[28]。
- 8月5日 - 『TOKYO IDOL FESTIVAL 2016』に出演。アイドルカラオケバトルで中原が総合優勝を果たす[29]。
- 8月27日 - 結成１周年記念ライブを開催[30]。
- 11月16日 - 2ndシングル「おひさまスプラッシュ！」リリース[31]。

2017年
- 2月15日 - 花谷が声優の道に専念するため卒業することを発表[32]。
- 3月18日 - 定期公演にて花谷が卒業。宇敷の加入が発表される[33]。
- 4月2日 - 定期公演にて新体制がスタート[34]。
- 10月23日 - 田附と中原が卒業することを発表[35]。
- 12月5日 - 1stアルバム『KaraFull』を発売。

2018年
- 1月7日 - 田附と中原が白金高輪SELENE b2で行われた『FUTURE in pocket』をもって卒業した[36]。
- 2月27日 - 新メンバー3名の名前（みのり、すず、ゆふ）を発表。
- 3月13日 - 新メンバー3名のフルネーム（広瀬みのり、角田珠沙、桜木ゆふ）と顔写真を発表。
- 3月17日 - 新体制5名での初イベント『TALK in pocket～新メンバーお披露目トークイベント!!～』を行う。Fullfull Pocketへ改名[37]。
- 4月1日 - 「LIVE in pocket～新章始動!!～」にて新体制が本格スタート。
- 10月14日 - 東名阪ツアー『Pop Classic LIVE TOUR 2018-2019～POP！POP！～』を開催[38]。

2019年
- 4月23日 - 角田がモデルの道に進むため、5月5日に卒業することを発表。
- 5月5日 - 角田の卒業公演を実施。
- 12月30日 - 2020年4月4日をもって現体制での活動終了を発表[39]。

2020年
- 5月22日 - 石井栞、宇敷陽南、広瀬みのり、桜木ゆふの卒業公演を実施。